# Metzgeria furcata
Metzgeria furcata là một loài Rêu trong họ Metzgeriaceae. Loài này được (L.) Corda mô tả khoa học đầu tiên năm 1829.

## Hình ảnh

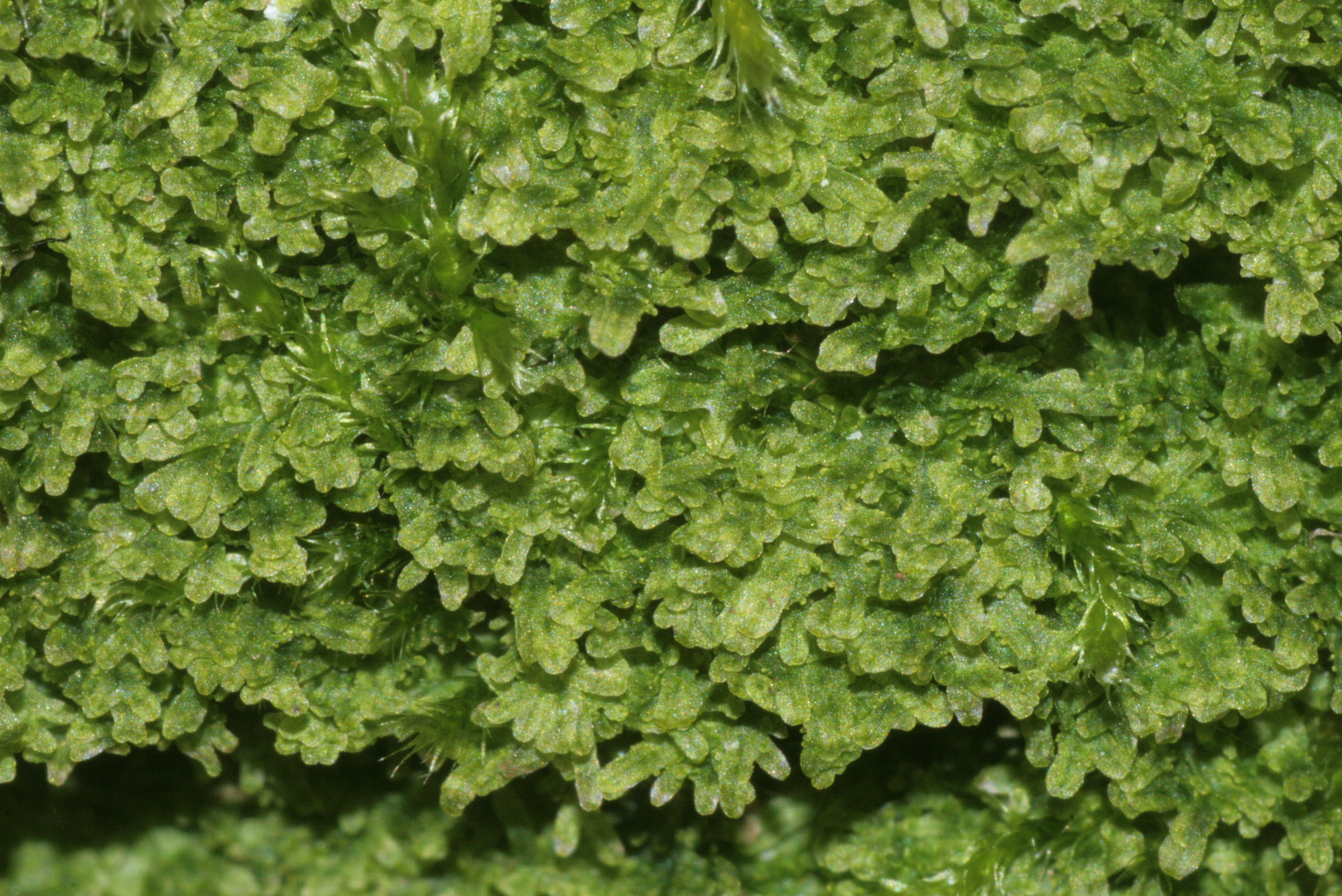
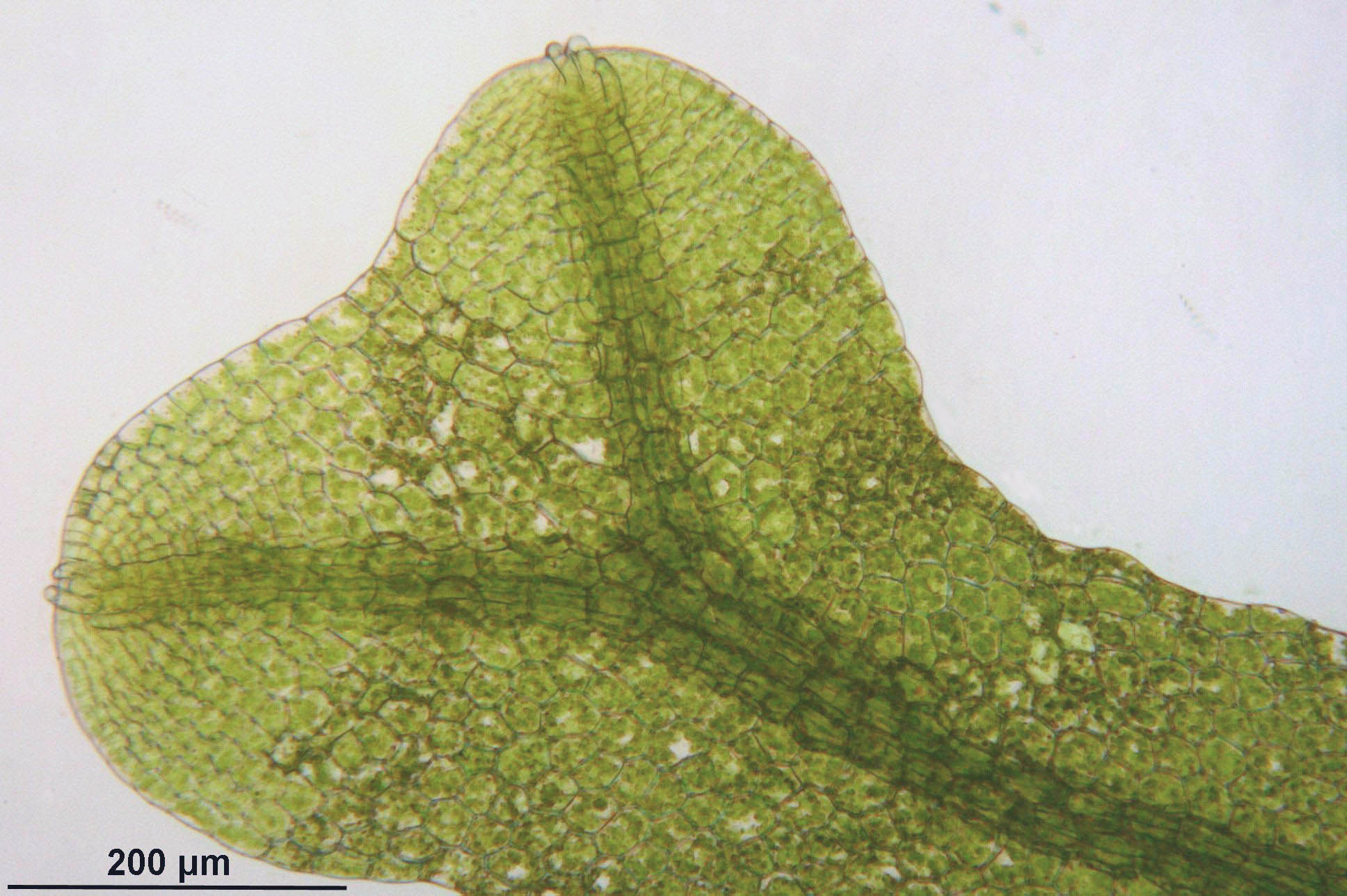
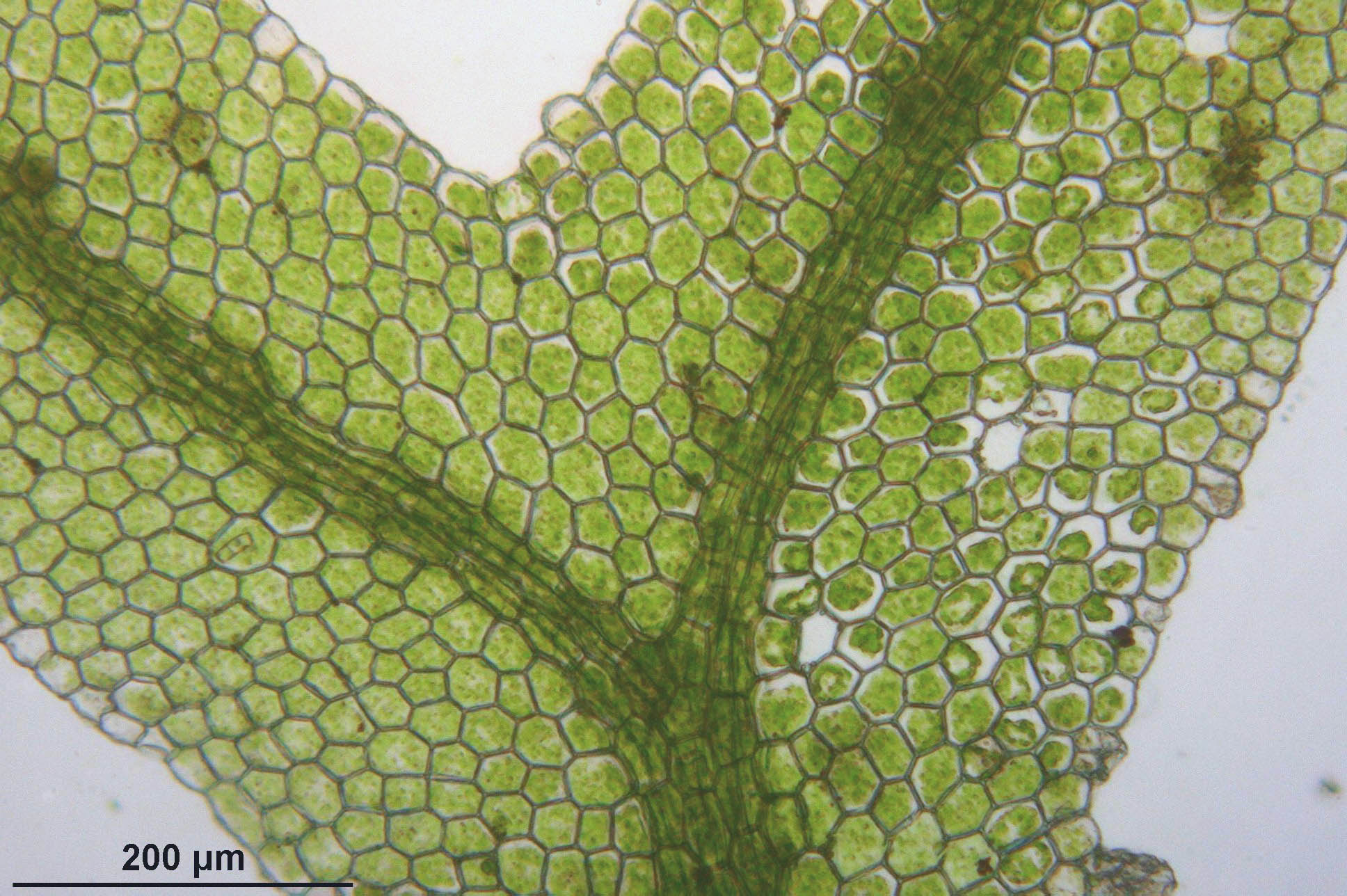
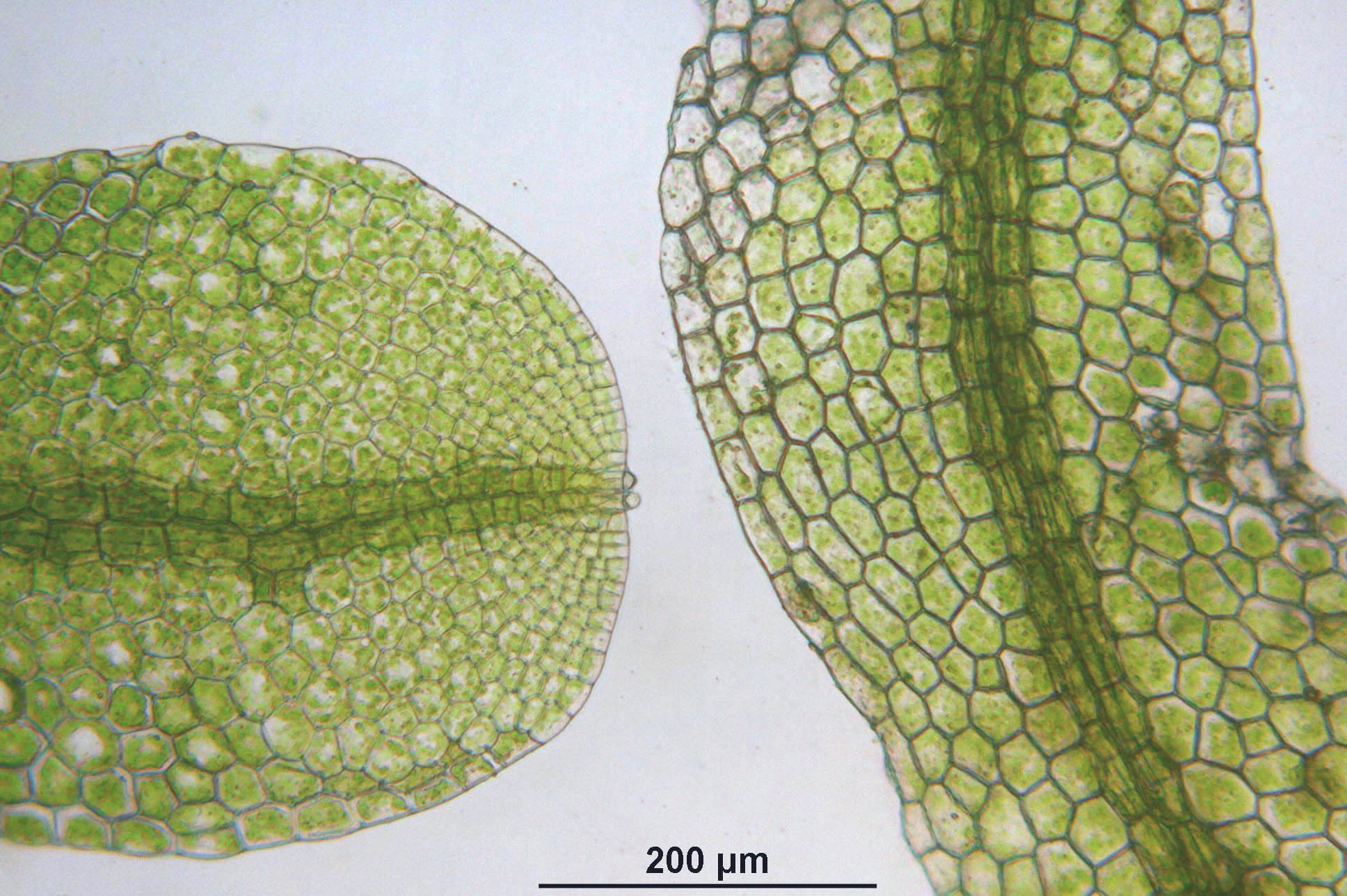